# Boek van de Chen
Het Boek van de Chen of Chenshu is een van de boeken uit de Vierentwintig Geschiedenissen, de verzameling officiële geschiedenissen van Chinese keizerlijke dynastieën. Het boek is gepresenteerd in 636 en beschrijft de geschiedenis van de Chen-dynastie (557-589), een van de Zuidelijke Dynastieën.

## Ontstaan
In 622 kreeg Yao Silian (姚思廉, 557-637) opdracht van keizer Gaozu om de geschiedenis van de Chen-dynastie samen te stellen. Zo kon hij het werk van Yao Cha (姚察, 533-606), zijn in 606 gestorven vader, afmaken. Die was reeds onder de Sui-dynastie begonnen met het ontwerpen van geschiedenissen van de Liang en van de Chen-dynastie. Yao Silian volgde de tekst van de 'Chenshu' van zijn vader en bracht alleen wijzigingen in de volgorde van de documenten aan. Hij voltooide het werk in 629. Het werd in 636 gepresenteerd, tegelijk met het eveneens door hem samengestelde Boek van de Liang.

## Inhoud
Het boek bevat 36 juan en heeft daarmee de geringste omvang van de 'Vierentwintig Geschiedenissen'. De Chenshu volgt de indeling van de Shiji en de Hanshu, zij het dat slechts twee van de vijf mogelijke categorieën daadwerkelijk zijn gebruikt:
| dynastieke geschiedenis | benji (annalen) | shijia (erfelijke geslachten | biao (tabellen) | shu (verhandelingen | liezhuan (biografieën) | Totaal aantal juan |
| ----------------------- | --------------- | ---------------------------- | --------------- | ------------------- | ---------------------- | ------------------ |
| Chenshu                 | 6               | -                            | -               | -                   | 30                     | 36                 |

## Chinese tekst
- 姚思廉, 《陳書》(36卷), 北京 (中華書局), 1972 (Yao Silian, Chenshu (36 juan), Beijing (Zhonghua shu ju), 1972), 2 delen, 502 pp.

Herdrukt 1999, ISBN 9787101021288. De Zhonghua uitgave is de meest gebruikte uitgave. De teksten zijn voorzien van leestekens, ingedeeld in paragrafen en geschreven in traditionele karakters.